# Nom bardique
Un nom bardique (gallois : enw barddol, cornique : hanow bardhek) est un pseudonyme utilisé au Pays de Galles, en Cornouailles ou en Bretagne par des poètes et d'autres artistes, en particulier ceux impliqués dans le mouvement Eisteddfod.

## Origines
Le terme gallois bardd (« poète ») désigne à l'origine les poètes gallois du Moyen Âge, qui peuvent être itinérants ou attachés à une famille noble. Certains de ces poètes médiévaux sont connus sous un pseudonyme, par exemple Cynddelw Brydydd Mawr (en) (Cynddelw le maître poète), vers 1155–1200 et Iolo Goch (Iolo le rouge), v. 1320 - v. 1398. La pratique semble avoir des antécédents très anciens, comme dans les noms des poètes présumés du 6e siècle Talhaearn Tad Awen (en), E. G. Retallack Hooper (en) et Culfardd, mentionnés par l'historien gallois Nennius aux côtés de Taliesin et Aneirin, ce dernier dénommé Aneurin Gwenithwawd (Aneurin de la Poésie du maïs).
La renaissance des noms bardiques devient une sorte de vanité après la réinvention de la tradition médiévale par Iolo Morganwg au 18e siècle. L'usage s'étend également à la poésie bretonne et cornique. En Cornouailles, certains des pionniers du mouvement de la langue cornique sont désignés par leurs noms bardiques, par exemple Mordon pour Robert Morton Nance (en) et Talek pour E. G. Retallack Hooper (en).
De nombreux noms de famille au Pays de Galles dérivent de patronymes plutôt que, par exemple, de lieux d'origine. De nombreuses personnes partagent donc un nombre limité de noms de famille, et parfois même le nom complet. Il est donc courant d'ajouter un surnom pour distinguer les personnes ayant des noms similaires. Pour certaines personnes, cela peut être une référence à leur occupation dans le village, mais pour ceux qui ont une réputation littéraire dans tout le pays, il est courant de prendre un pseudonyme ou de se voir attribuer un surnom.
Par exemple, John Jones (Talhaiarn) prend son nom bardique de son lieu d'origine, pour le distinguer de ses contemporains du nom de John Jones. Le ministre Joseph Harris (Gomer) (en) choisit son nom bardique dans la Bible. D'autres, comme Hedd Wyn, utilisent des inventions poétiques.
Le nom peut être un nom de plume mais également une récompense. Un nom bardique, dans le contexte de l'Eisteddfod, est une distinction particulière, car il est adopté lors de son intronisation dans les Ordres des bardes et écrivains distingués.

## Composition
Le surnom peut être :
- ajouté au nom de famille, comme dans : William Williams Pantycelyn - une récompense suffixée.
- placé à la place du nom de famille d'origine, comme dans : William Pantycelyn - pour préserver une distinction entre le personnage littéraire et le personnage privé. Bien que ce ne soit pas un parallèle exact, une écrivaine a eu une vie personnelle en tant que Lady Mallowan, mais a continué à écrire des romans policiers en tant que (Dame) Agatha Christie et a écrit des ouvrages de non-fiction sous le nom d'Agatha Christie Mallowan.
- resté seul, comme dans : Pantycelyn - de la même manière que le nom littéraire de John le Carré est largement reconnu sans autre élaboration, peut-être plus célèbre que le vrai nom de l'écrivain David Cornwell .

## Voir également
- Gorsedd de Cornouailles
- Liste des poètes de langue galloise (6e siècle à 1600 environ)